# District de Kohima
Le district de Kohima  (hindi : कोहिमा जिला) est un district  de l'état du Nagaland en Inde.

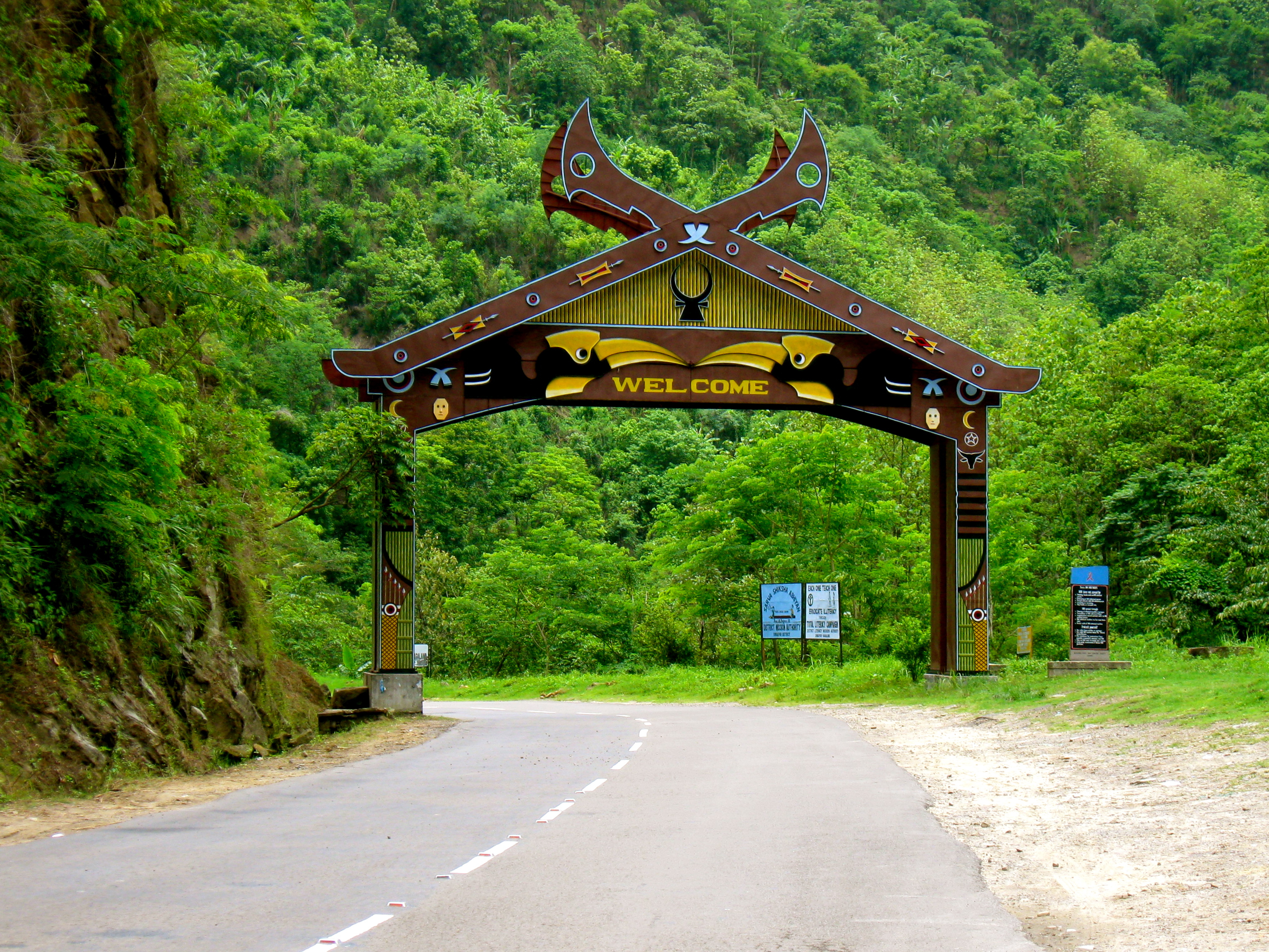
Entrée de Kohima.

## Géographie
Au recensement de 2011, sa population est de 267 988 habitants pour une superficie de 1 463 km2.
Son chef-lieu est la ville de Kohima.